# Pressione critica

Diagramma di stato dell'acqua nel piano temperatura-entropia

La pressione critica è una caratteristica di qualsiasi sostanza chimica, che definisce il campo in cui questa può trasformarsi in vapore in presenza del liquido corrispondente.

## Descrizione
Nell'immagine a fianco è riportato il comportamento dell'acqua nel piano temperatura (temperature-T) entropia (entropy-S). La curva dell'acqua in questo caso viene usata solo come esempio, dato che una curva analoga può essere definita per qualsiasi altra sostanza. 
Dalla curva a campana che separa la fase liquida (bassi valori di T e di S) dalla fase gassosa (alti valori di T e di S) si vede il piano praticamente è diviso in tre zone: una zona a sinistra della curva, in cui esiste il liquido, una zona a destra della curva in cui la sostanza è presente come gas ed infine una zona racchiusa dalla curva in cui la sostanza coesiste in equilibrio con il vapore, avendo un certo titolo che rappresenta il rapporto in peso fra liquido e vapore in equilibrio. Al vertice della curva è presente il punto critico, che è individuato da un determinato valore di pressione (pressione critica) e temperatura (temperatura critica).
La rilevanza di queste caratteristiche delle sostanze viene dal fatto che, a pressioni superiori alla pressione critica la trasformazione del liquido in gas avviene senza passaggio per la fase di vapore, quindi in modo praticamente istantaneo e conservando la continuità delle caratteristiche fisiche.

## Pressione ridotta
Il rapporto tra la pressione e la pressione critica prende il nome di pressione ridotta, ed è una quantità adimensionale.
La pressione ridotta è utilizzata dal teorema degli stati corrispondenti per il calcolo del fattore di comprimibilità di un gas o di una miscela gassosa.